# Eleição municipal de Sobral em 1992
A eleição municipal de Sobral em 1992 ocorreu em 3 de outubro de 1992. O prefeito era José Parente Prado, do PFL, que terminaria seu mandato em 1 de janeiro de 1993. Ricardo Barreto, do PDS, foi eleito prefeito de Sobral, derrotando Pimentel Gomes, do PSDB, apoiado pelo então prefeito José Prado.

## Resultado da eleição para prefeito

### Primeiro turno
| Candidatos a prefeito | Número | Coligação             | Votação |
| --------------------- | ------ | --------------------- | ------- |
| Ricardo Barreto PDS   | 11     | PDS / PDT / PMDB / PL | 26.353  |
| Pimentel Gomes PSDB   | 45     | PSDB / PFL / PDC      | 25.023  |
| Edilson Aragão PSB    | 40     | PSB / PT / PCdoB      | 7.013   |

| Partido | Partido | Candidato       | Votos  | Votos (%) |
| ------- | ------- | --------------- | ------ | --------- |
|         | PDS     | Ricardo Barreto | 26 353 | 45,13%    |
|         | PSDB    | Pimentel Gomes  | 25 023 | 42,86%    |
|         | PSB     | Edilson Aragão  | 7 013  | 12,01%    |
| Totais  | Totais  | Totais          | 58 389 |           |

- Brancos: 3.432 Nulos: 1.454, Comparecimento: 63.275, Abstenção: 11.300, Eleitores Aptos: 74.575